# Lawrenceville, Pennsylvania
Lawrenceville är en ort i Tioga County i delstaten Pennsylvania, USA.